# Lipaesthesius
Lipaesthesius is een geslacht van kreeftachtigen uit de klasse van de Malacostraca (hogere kreeftachtigen).

## Soort
- Lipaesthesius leeanus Rathbun, 1898